# Parallel Strand Lumber
Pour les articles homonymes, voir PSL.

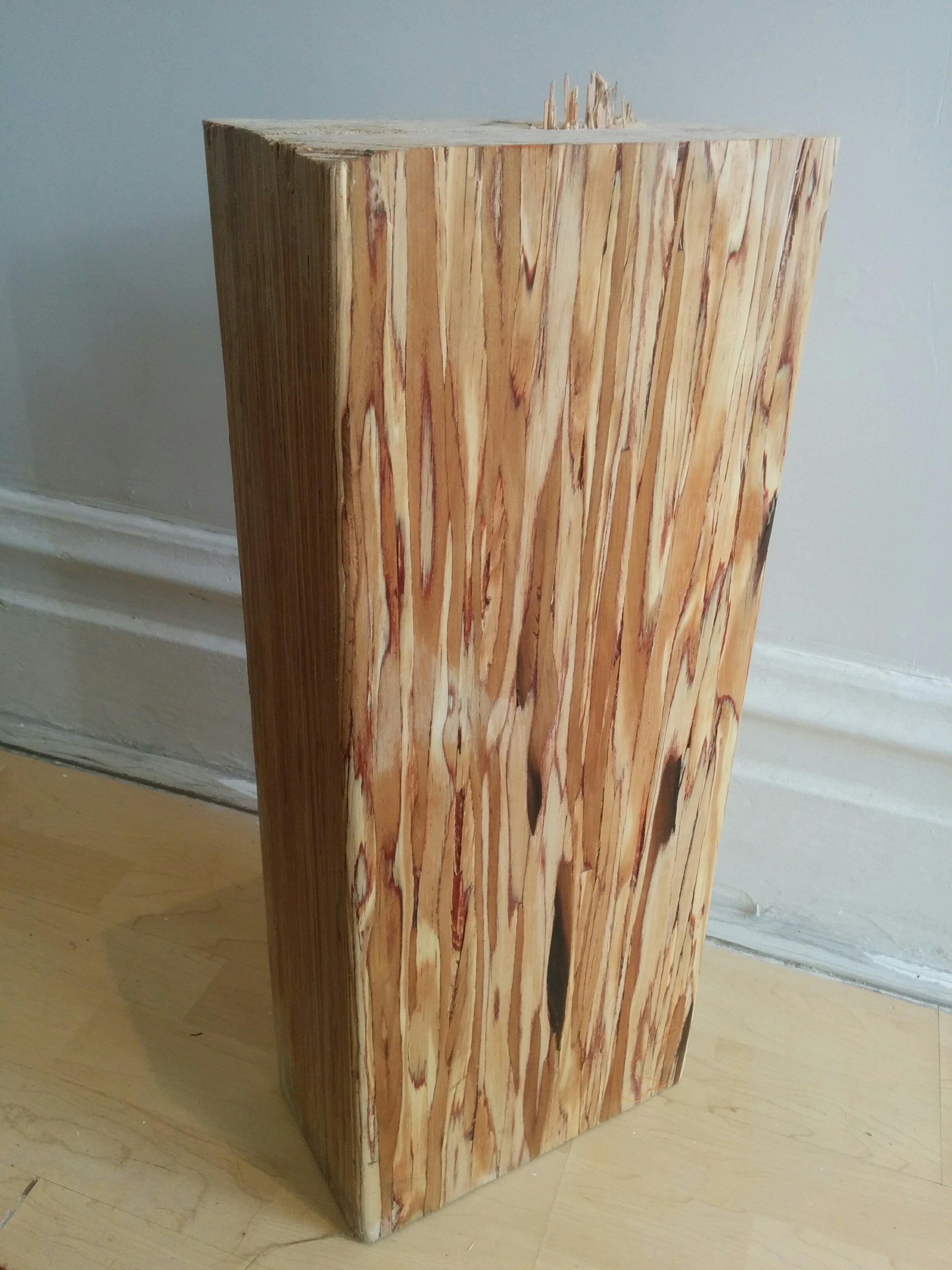
Un morceau de parallam

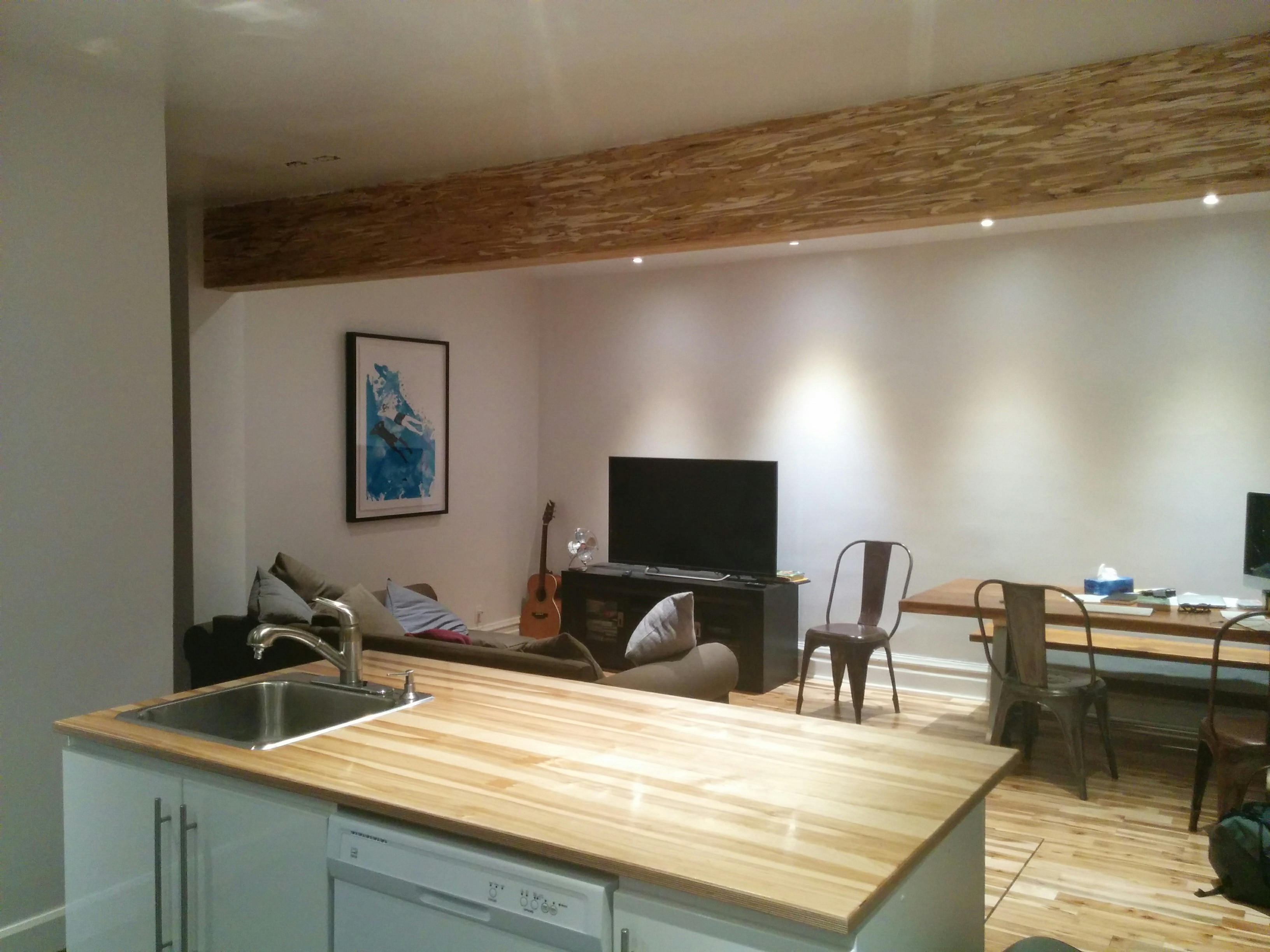
Une poutre de PSL installée dans un logement

Le bois à copeaux parallèles  ou, en anglais, le Parallel Strand Lumber (PSL) est un matériau obtenu par collage de placages de bois disposés à fils parallèles, encollés et pressés en continu.

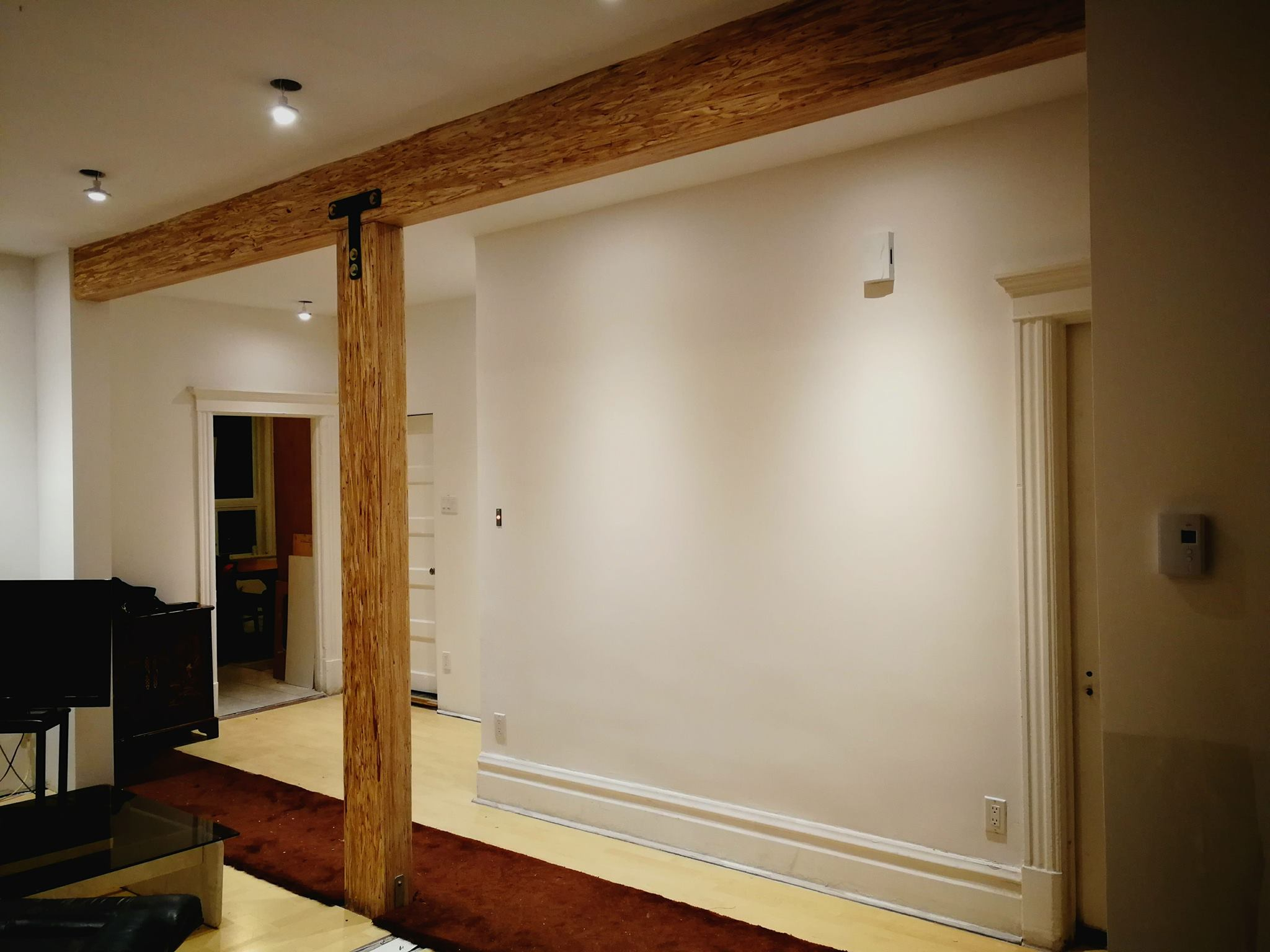
Une poutre de PSL qui a été exposée dans un appartement

Le PSL appartient à la famille de bois d'ingénierie appelée bois composite structurel. D'autres membres de cette famille sont le LVL et le LSL. Tous les membres de cette famille ont une grande résistance mécanique et sont interchangeables pour certaines applications.

## Propriétés
L’épaisseur maximale de chaque placage est de 6 mm. La longueur moyenne est d’au moins 300 fois l’épaisseur. 
Le PSL a une résistance mécanique élevée. 

## Fabrication
La fabrication du PSL commence par le découpage dans le sens longitudinal de feuilles de bois de 2 mm d'épaisseur pour donner des lamelles de 2 cm de longueur. Un système optique écarte les lamelles qui ont des défauts, les autres étant agglomérées avec un liant et pressées en continu.    

## Application
Le PSL est utilisé sous forme de poutres de grosses section comme charpente et linteau de grande portée.

## Produits commerciaux
Le PSL est vendu, entre autres, sous le nom commercial Parallam de Weyerhaeuser.